# NSTG Budweis
NSTG Budweis (celým názvem: Nationalsozialistische Turngemeinde Budweis) byl německý sportovní klub, který sídlil ve městě Budweis v Protektorátu Čechy a Morava. Založen byl v roce 1939 po zániku většiny menších sportovních klubů německé menšiny ve městě. Zanikl v roce 1945 po postupném ústupu německých vojsk z území města. Klubové barvy byly černá a bílá.
Největším úspěchem klubu byla celkem dvouroční účast v Gaulize Sudetenland a Gaulize Böhmen-Mähren, jedné ze skupin tehdejší nejvyšší fotbalové soutěže na území Německa.

## Umístění v jednotlivých sezonách
Stručný přehled
Zdroj: 
- 1941–1942: Oberdonauer 1. Klasse
- 1942–1943: Gauliga Sudetenland Mitte
- 1943–1944: Gauliga Böhmen-Mähren/Böhmen

Jednotlivé ročníky
Zdroj: 
Legenda: Z – zápasy, V – výhry, R – remízy, P – porážky, VG – vstřelené góly, OG – obdržené góly, +/− – rozdíl skóre, B – body, červené podbarvení – sestup, zelené podbarvení – postup, fialové podbarvení – reorganizace, změna skupiny či soutěže
| Velkoněmecká říše (1941–1944) |                              |        |    |    |   |   |    |    |     |    |        |
| Sezóny                        | Liga                         | Úroveň | Z  | V  | R | P | VG | OG | +/− | B  | Pozice |
| 1941/42                       | Oberdonauer 1. Klasse        | 2      | 22 | 19 | 0 | 3 | 91 | 25 | +66 | 38 | 1.     |
| 1942/43                       | Gauliga Sudetenland Mitte    | 1      | 7  | 6  | 1 | 0 | 29 | 4  | +25 | 13 | 1.     |
| 1943/44                       | Gauliga Böhmen-Mähren/Böhmen | 1      | 7  | …  | … | … | 19 | 4  | +15 | 10 | 2.     |

Poznámky
- 1942/43: Ve finálové skupině klub obsadil druhé místo.